# John Gay (Drehbuchautor)
John Gay (* 1. April 1924 in Whittier, Kalifornien; † 4. Februar 2017 in Santa Monica, Kalifornien) war ein US-amerikanischer Drehbuchautor.

## Karriere
John Gays Karriere als Drehbuchautor begann 1949 bei der Fernsehserie Apartment 3-C. Für ihre künstlerische Leistung zu Getrennt von Tisch und Bett erhielten er und Terence Rattigan bei der Oscarverleihung 1959 eine Nominierung in der Kategorie „Bestes adaptiertes Drehbuch“. Die Auszeichnung ging aber an Alan Jay Lerner für den Film Gigi.
Weitere Drehbücher verfasste er unter anderem für die Filme U 23 – Tödliche Tiefen, Rendezvous in Madrid, Das war der wilde Westen, Meuterei auf der Bounty mit Marlon Brando, Vierzig Wagen westwärts mit Burt Lancaster, Die letzte Safari, Das Wiegenlied vom Totschlag und Sie möchten Giganten sein von Paul Newman. Bei der Primetime Emmy Verleihung 1985 erhielt er eine Nominierung für seine Tätigkeit zu Fatal Vision aus dem Jahr 1984. Ende der 1990er Jahre zog er sich aus dem Filmgeschäft zurück und starb 2017 im Alter von 92 Jahren.

## Filmografie (Auswahl)
- 1958: Getrennt von Tisch und Bett (Separate Tables)
- 1958: U 23 – Tödliche Tiefen (Run Silent, Run Deep)
- 1962: Rendezvous in Madrid (The Happy Thieves)
- 1962: Die vier apokalyptischen Reiter (The 4 Horsemen of the Apocalypse)
- 1962: Das war der wilde Westen (How the West Was Won)
- 1962: Meuterei auf der Bounty (Mutiny on the Bounty)
- 1965: Vierzig Wagen westwärts (The Hallelujah Trail)
- 1967: Die letzte Safari (The Last Safari)
- 1968: Bizarre Morde (No Way to Treat a Lady)
- 1968: Die sechs Verdächtigen (The Power)
- 1970: Das Wiegenlied vom Totschlag (Soldier Blue)
- 1970: Sie möchten Giganten sein (Sometimes a Great Notion)
- 1976: Nina – Nur eine Frage der Zeit (A Matter of Time)
- 1981: Der Bunker (The Bunker)
- 1982: Ivanhoe (Fernsehfilm)
- 1987: Onkel Toms Hütte (Fernsehfilm)
- 1989: In 80 Tagen um die Welt (Around the World in 80 Days)
- 1992: Das Gift des Zweifels (Cruel Doubt)